# Erika Riemann
Erika Riemann (25 décembre 1930 - 27 juillet 2021) est une auteure allemande. Riemann a été emprisonnée dès l'âge de 14 ans, de 1945 à 1954, dans diverses prisons soviétiques. Elle a publié ses expériences dans les livres Die Schleife an Stalins Bart et Stalins Bart ist ab: Von Bautzen zum Bundesverdienstkreuz.

## Biographie
Erika Grabe nait le 25 décembre 1930 à Mühlhausen. Elle est scolarisée dans cette ville jusqu'en 1945 où, à l'âge de 14 ans, elle est arrêtée pour avoir mis du rouge à lèvre sur un portrait de Staline.
Elle est condamnée par un tribunal militaire soviétique (SMT) à dix ans de travaux forcés en Sibérie. Elle est d'abord emprisonnée dans le camp de prisonniers N°7 de Sachsenhausen. Pendant sa détention elle est torturée mentalement et physiquement pendant une longue période. Elle subit par exemple un simulacre d'exécution au cours duquel elle est conduite avec d'autres dans une salle de douche du camp. Là, les gardes menacent les prisonniers de leur faire subit le même traitement que les victimes de l'ancien camp de concentration de Sachsenhausen. Elle passe les neuf années suivantes dans d'autres camps.
À sa libération en 1954 elle emménage chez sa mère qui s'était installée à Hambourg-Sankt Pauli. Elle ne pourra rattraper son retard scolaire qu'en 1962.
Elle a été mariée trois fois et est mère de deux fils et d'une fille. Elle a exercé diverses professions, dont le métier d'infirmière.
À plus de soixante-dix ans Erika Riemann écrit le livre Die Schleife an Stalins Bart dans lequel elle parle de son histoire. Le livre fait beaucoup de bruit et est largement commenté. Elle met en garde contre la banalisation ou l'oubli des événements de l'ère stalinienne par rapport à ceux de l'ère national-socialiste. En 2010, elle publie une suite, Stalins Bart ist ab: Von Bautzen zum Bundesverdienstkreuz. Là, elle écrit sur la gestion des traumatismes, leur traitement et le silence constant à ce sujet, et la solution : en parler. Pendant de nombreuses années Erika Riemann a travaillé bénévolement avec des organisations qui s'occupaient de la documentation de l'injustice du SED.

## Œuvres
- Die Schleife an Stalins Bart. Ein Mädchenstreich, acht Jahre Haft und die Zeit danach. Hoffmann und Campe 2022,  (ISBN 3455093779)
- Stalins Bart ist ab: Von Bautzen zum Bundesverdienstkreuz. Hoffmann und Campe 2010,  (ISBN 978-3-455-50149-0)